# 路大人
路 大人（みち の うし、? - 養老3年7月18日（719年8月8日））は、飛鳥時代から奈良時代にかけての貴族。氏姓は路公のち路真人。官位は正四位下・大宰大弐。

## 経歴
天武天皇13年（684年）八色の姓の制定により、路公姓から路真人姓に改姓する。
文武天皇3年（699年）弓削皇子が薨じた際、大石王と共に葬儀を監護する（この時の冠位は直広参）。大宝元年（701年）大宝令における位階制度の制定を通じて正五位下に叙せられ、同年7月の左大臣・多治比嶋の葬儀に際して、公卿の誄を宣べる。また、大宝2年（702年）に持統上皇が崩御した際には作殯宮司を務めている。大宝3年（703年）衛士督に任ぜられる。
和銅4年（711年）従四位下、和銅8年（715年）従四位上・大宰大弐に叙任されるなど、元明朝で順調に昇進した。
養老3年（719年）正月に正四位下に至るが、同年7月18日卒去。最終官位は大宰大弐正四位下。

## 官歴
『六国史』による。
- 天武天皇13年（684年） 10月1日：路公姓から路真人姓に改姓
- 文武天皇3年（699年） 7月21日：見直広参
- 大宝元年（701年） 7月21日：見正五位下
- 大宝2年（702年） 12月23日：作殯宮司（持統上皇崩御）
- 大宝3年（703年） 12月13日：衛士督
- 和銅4年（711年） 4月7日：従四位下
- 和銅8年（715年） 正月10日：従四位上。8月10日：大宰大弐
- 養老3年（719年） 正月13日：正四位下。7月18日：卒去（大宰大弐正四位下）